# Николай Минчев (футболист, р. 1992 г.)
Вижте пояснителната страница за други личности с името Николай Минчев.
Николай Ивелинов Минчев (роден на 3 февруари 1992 г.) е български футболист, крило, който се състезава за италианския А.С. Сиракуза. Младият талант подписва с клуба от Италия през 2016 г.

## Кариера

### „Сливен 2000“
Николай Минчев започва своята футболна кариера в школата на Сливен 2000 (Сливен).

### ФК „Сканербор“
През 2011 г. Минчев преминава във втородивизионния ФК „Сканербор“, но документационни проблеми са пречка за дебютирането му.

### „Вайле Болдклуб“
През април 2013 година подписва дългосрочен договор с петкратния датски шампион Вайле Болдклуб (Vejle Boldklub), където остава до 2016 година.

### A.С. „Сиракуза“
Следващата стъпка в неговата кариера е трансфер в италианския А.С. Сиракуза (A.S. Siracusa). Минчев прави отлично впечатление от самото начало, благодарение на неговите технически качества, скорост, експлозивност, но също така и характер.